# Christopher Hadnagy
 (juin 2016).
Christopher James Hadnagy (né en 1973) est un consultant en sécurité, auteur et professionnel de l'ingénierie sociale américain. Il est principalement connu pour la création du premier framework d'ingénierie sociale (social engineering ou SE) et pour la création d'un des premiers livres dans le domaine de l'ingénierie sociale : Social Engineering: The Art of Human Hacking.
Il est à la tête d'une entreprise de sécurité spécialisée en ingénierie sociale, qui effectue des audits de sécurité afin de découvrir les faiblesses dans l'organisation de réseau humain dans le monde réel, le tout en usant d'ingénierie sociale et de tests de pénétration (pentests).